# حمله هوایی ژانویه ۲۰۱۳ ریف دمشق
حمله هوایی ژانویهٔ ۲۰۱۳ به ریف دمشق، یک حمله هوایی در استان ریف دمشق سوریه بود که در آن، یک کاروان متهم به حمل سلاح از سوریه برای گروه شبه‌نظامی شیعه حزب‌الله لبنان مورد حمله قرار گرفت. این کاروان در ۳۱ ژانویه ۲۰۱۳ مورد حمله قرار گرفت. به گفته چندین منبع رسانه‌ای، گفته می‌شود که نیروهای اسرائیلی این حمله را انجام داده‌اند، اما اسرائیل به‌طور رسمی به این ادعاها پاسخ نداده‌است.
این کاروان، در حالی مورد حمله قرار گرفت که در مرکز تحقیقاتی و مطالعات علمی اصلی سوریه در زمینه جنگ‌افزارهای میکروبی و سلاح‌های شیمیایی در جمرایا، در چند کیلومتری شمال غربی پایتخت سوریه، دمشق توقف کرده بود. علاوه بر موشک‌های ضدهوایی بوک ساخت روسیه، انفجارهای ثانویهٔ مهمات مورد حمله نیز به ساختمان مرکز مطالعات و تحقیقات علمی آسیب رساند. تصاویر ماهواره‌ای که چند روز پس از حمله گرفته شد، پارکینگی سوخته و سیاه‌شده در مرکز را نشان می‌دهد که ظاهراً کاروان جنگ‌افزارها مورد اصابت قرار گرفته‌است.
اسرائیل به‌طور رسمی مسئولیت این بمباران را تأیید نکرد، اما ایهود باراک، وزیر دفاع اسرائیل، در ۳ فوریه گفت:
«من نمی‌توانم چیزی به آنچه در روزنامه‌ها در مورد آنچه در سوریه خوانده‌اید اضافه کنم، اما من به صراحت می‌گویم که ما پیش از این، گفته‌ایم و این دلیل دیگری است بر این‌که وقتی چیزی می‌گوییم، در انجام آن جدی هستیم. ما فکر نمی‌کنیم که وارد کردن سیستم‌های تسلیحاتی پیشرفته به لبنان، مجاز باشد.»

## زمینه
بنا بر گزارش‌ها، حمله ژانویه ۲۰۱۳ بخشی از تلاش‌های اسرائیل برای متوقف کردن جریان تسلیحات پیشرفته از ایران و سوریه به حزب‌الله، گروه شبه‌نظامی و حزب سیاسی شیعه لبنان بود که توسط برخی کشورها به‌عنوان یکی از سازمان تروریستی شناخته می‌شود. بر پایهٔ گزارش‌ها، بنیامین نتانیاهو، نخست‌وزیر تازه انتخاب‌شدهٔ اسرائیل در آن زمان، چند روز قبل، از حمله قریب‌الوقوع خود به دولت‌های ایالات متحده و روسیه اطلاع داده‌است.
علیرغم صدور قطعنامه ۱۷۰۱ شورای امنیت سازمان ملل متحد در سال ۲۰۰۶ که خواستار تحریم محموله‌های تسلیحاتی به لبنان شده بود، بنا بر گزارش‌ها، حزب‌الله به تسلیح خود با کمک ایران و سوریه ادامه داده‌است. بر اساس گزارش‌ها، این تسلیحات شامل موشک‌های سطح‌به‌سطح از نوع اسکاد دی با منشأ کره شمالی با برد ۷۰۰ کیلومتر (۴۳۰ مایل) بوده‌است.
این حمله، نخستین حمله پس از عملیات باغ میوه در سال ۲۰۰۷ در سوریه بود که اسرائیل در آن متهم شد. در آن حمله، هواپیماهای جنگنده اسرائیلی یک تأسیسات هسته‌ای ناتمام سوریه را منهدم کردند.

## حمله

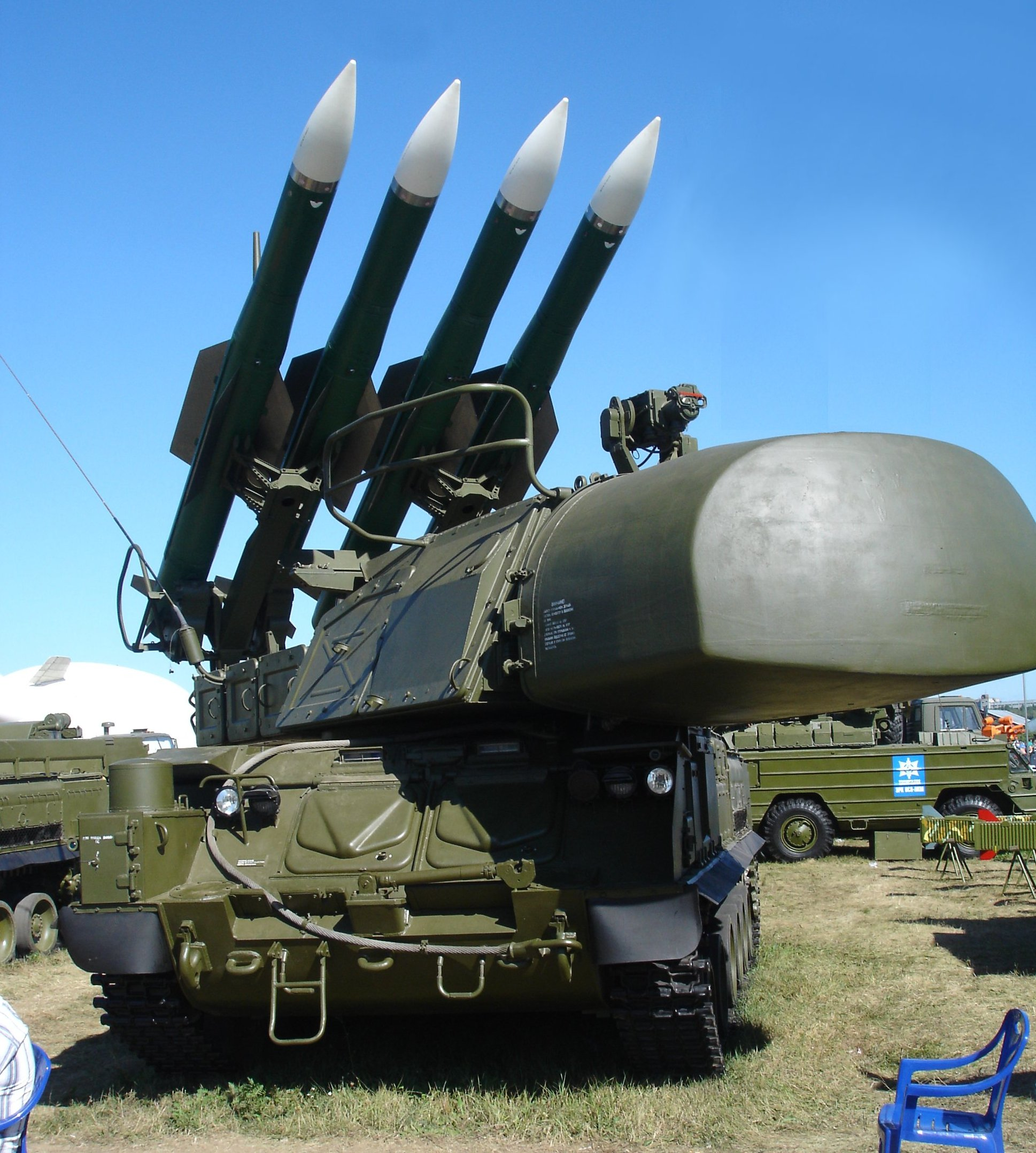
سامانه موشکی بوک، مشابه آنچه که گفته می‌شود هدف حمله قرار گرفته‌است.

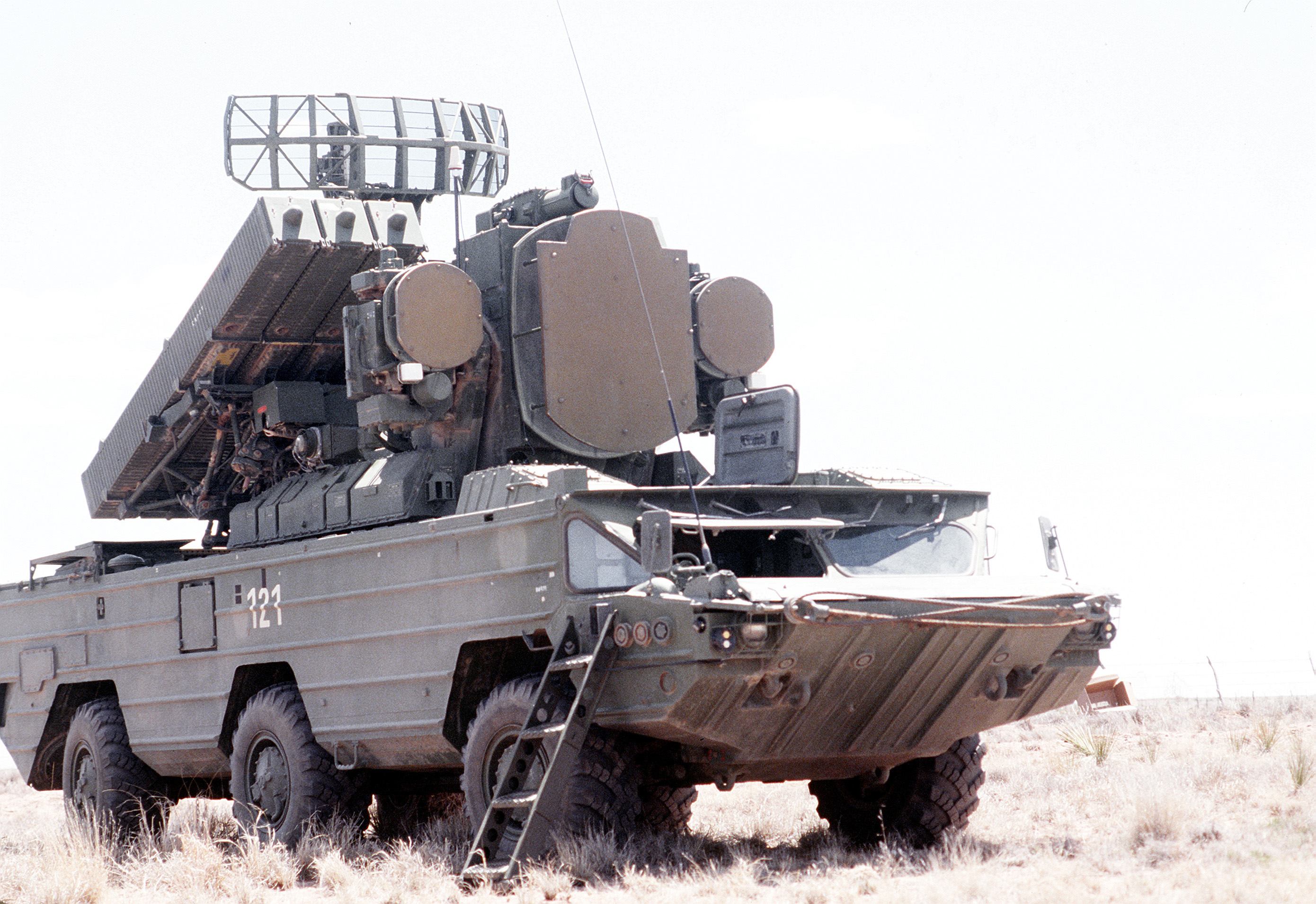
سامانه موشکی سطح‌به‌هوا سام-۸، مشابه آنچه در تصاویر پخش شده در تلویزیون سوریه نشان داده شده‌است.

این حمله با مشارکت حدود ۱۰ جت جنگنده بود که از دریای مدیترانه بر فراز جنوب لبنان پرواز می‌کردند. این جت‌ها توسط رادارهای ناتو و لبنان ردیابی شده بودند. گزارش‌های اولیه حاکی از آن بود که برخی از هواپیماها به آسمان سوریه رفته‌اند و هشت موشک به سمت هدف خود شلیک کردند و سپس بر فراز دریای مدیترانه پرواز کردند. اما بعداً گزارش شد که هواپیماهای جنگی وارد حریم هوایی سوریه نشده‌اند، بلکه با استفاده از حریم هوایی لبنان، حمله را ترتیب داده‌اند.
به گفتهٔ سخنگوی ارتش آزاد سوریه، حسام هوش‌نویس (معروف به حسن شاطری)، یکی از فرماندهان ارشد سپاه پاسداران انقلاب اسلامی که بر یک محموله جنگ‌افزار و موشک برای انتقال به لبنان نظارت می‌کرد، در این حمله هوایی کشته شد. چند تن از دستیاران او نیز کشته شدند، اما مرگ آن‌ها به دلیل «عواقب» چنین افشاگری‌هایی، گزارش نشد.
سوریه مدعی شد که اسرائیل یک «مرکز تحقیقاتی علمی» را در جمرایا در چندین مایلی شمال غربی دمشق بمباران کرده‌است و سفیر سوریه در لبنان گفت که سوریه، گزینه‌هایی تلافی‌جویانه علیه اسرائیل را در اختیار دارد. به گفتهٔ یک تحلیلگر امنیتی، امیر راپاپورت، تصاویر پخش شده از تلویزیون سوریه، یک خودروی زرهی آسیب‌دیده را نشان داده که به‌نظر می‌رسد متعلق به سامانه موشکی سام-۸ باشد. وی حدس زد که این خودرو ممکن است پس از حمله در صحنه قرار گرفته باشد، زیرا سوریه به روس‌ها تضمین داده‌است که سامانه پیشرفته تر سام ۱۷ را به لبنان منتقل نکند.

## پیامدها
بر اساس گزارش‌ها، حملات دیگری نیز در ریف دمشق در سوریه در ۳ و ۵ مه ۲۰۱۳ انجام شد. به گزارش جروزالم پست، این حملات موشک‌های سطح‌به‌سطح با برد کوتاه فاتح ۱۱۰ را هدف قرار دادند که از ایران، برای حزب‌الله ارسال شده بود. تزاچی هانگبی، سیاستمدار اسرائیلی، بدون این‌که صریحاً اعتراف کند که اسرائیل این حملات را انجام داده‌است، در بیانیه‌ای به رادیو اسرائیل گفت که اگر حملاتی صورت گرفته باشد، «فقط علیه حزب‌الله است، نه علیه رژیم سوریه». روزنامه اسرائیلی هاآرتس گزارش داد که نیروهای شورشی مدعی شدند که اهداف دیگری از جمله انبارهای سوخت و مهمات و یک هواپیمای باری که از ایران وارد شده بود، در جریان حمله به یک پایگاه هوایی منهدم شد.
با این حال، به گفته عبدالقادر صالح، یکی از فرماندهان پیشین ارتش آزاد سوریه، نیروهای مخالف، با کمک چند مقام عالی‌رتبهٔ سوری طرفدار شورشیان، در آستانهٔ دریافت سلاح بودند که اسرائیل برای جلوگیری از وقوع این انتقال، حمله‌ای انجام داده بود. صالح البته اظهار داشت: «این حمله برای حمایت از دولت بشار اسد بوده‌است.»
به گفته مقامات آمریکایی ناشناس، اسرائیل در ۵ ژوئیه ۲۰۱۳ یک حمله هوایی دیگر را انجام داد و موشک‌های ضدکشتی یاخونت ساخت روسیه را در نزدیکی شهر لاذقیه هدف قرار داد و تعدادی از نیروهای سوری نیز در این حمله، کشته شدند. شبکه المنار حزب‌الله مدعی شد که این انفجارها ناشی از «خمپاره‌های سرگردان» مورد استفاده در «درگیری‌های محلی» بوده‌است.